# Kristen teosofi
Den här artikeln handlar om den esoteriska kristna rörelsen. För den esoteriska rörelsen med ursprung på 1800-talet, se Teosofi.

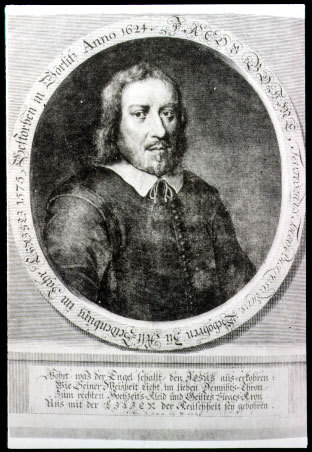
Idealiserat porträtt på Jacob Böhme

Kristen teosofi, även känd som böhmisk teosofi, hänvisar till en rad ståndpunkter inom kristendomen som fokuserar på att uppnå direkt, oförmedlad kunskap om gudomlighetens natur och universums ursprung och syfte. De har karakteriserats som mystiska filosofier.
Kristen teosofi anses vara en del av västerländsk esoterism, som tror att dold kunskap eller visdom från det gamla förflutna erbjuder en väg till upplysning och frälsning. Den kristna teosofins grundare brukar tillskrivas den tyske filosofen Jacob Böhme.

## Utveckling
Trots vissa likheter med alexandrinska filosofer på 200-talet, blomstrade den kristna teosofin framför allt mellan 1510-talet och 1810-talet. Vissa ansatser hos 1300-talsmystiker som Eckhart och Johannes Tauler sammansmälte i den lutherske kyrkoherden Valentin Weigels andlighet och teologi med Paracelsus alkemiska världsbild. Weigelianismen fick en mogen och utvecklad form i Jacob Böhmes författarskap, och Böhme påverkade efter sin död anhängare inom många olika trossamfund, exempelvis den reformerte Georg Gichtel, anglikanerna Jane Leade och William Law, Württembergspietisten F. C. Oetinger, den romersk-katolske Louis Claude de Saint-Martin och många rysk-ortodoxa tänkare. Denna kristna teosofi intresserade den danske 1800-talsbiskopen H. L. Martensen, och har i modern tid bland annat beskrivits av professor Arthur Versluis vid Michigan State University i böckerna "Wisdom's Children" och "Wisdom's Book".

## Läran i huvuddrag
Böhme upplevde visioner som han beskrev i ord som han uttryckligen beskrev som begränsade och missvisande. Sju processer ansågs äga rum simultant av evighet inom Gudomen. Den första av dessa processer är den outsägliga och ofattbara Ogrunden, som står icke-varat närmare än varat. Den sjunde av dessa processer är Sophia, den gudomliga Visheten, som på Ordspråksbokens vis beskrivs med ett kvinnligt bildspråk. Ur Sophia emanerar Arkaios, en slags timlig världssjäl som inte skall förväxlas med den helige Ande. Genom Sophia och Arkaios skapar den heliga Treenigheten den andliga och den kroppsliga världen. Den senare är till en början inte fysisk. Högst bland andarna i den andliga världen är Mikael, Uriel och en ängel vars namn är okänt, det misstänks vara Raziel på grund av kontext men det är osäkert. Under dessa står sju ärkeänglar som korresponderar med synen på planeterna och metallerna i alkemin. I sökandet efter Ogrunden gjorde den namnlösa ängeln den potentiella vredeselden realiserad, uppslukades av sitt eget högmod, skar sig av från det gudomliga ljuset och blev Lucifer. Den tredjedel av änglarna som stod under denna ängels tillsyn förvandlades därför till en mörker-värld. Den ursprungliga Människan sattes att vägledas av Sophia och fylla den förlorade tredjedelens plats, men lurades att efterlikna Lucifers högmod. Den kroppsliga världen föll med Människan till en skärningspunkt där den högre ljusvärlden och Lucifers mörkervärld är blandade med varandra, och den kroppsliga världen blev så till en fysisk värld och historien tog sin början. Människan blev till många människor, underkastade de astrologiska planeternas och de fyra elementens dåliga inflytande. För att lyfta människan åter till ursprunget blev guden Gud människa i den förmente Jesus Kristus. Genom denne blir det möjligt för människan att genomgå en process som kallas för "pånyttfödelse" (ett ord som av teosoferna inte används i samma mening som inom evangelikalismen), och människan ställs så under Sophias inflytande istället för elementens och planeternas inflytande.